# Skład główny
Skład główny (tytuł oryginału: Magasin Général) – francuska seria komiksowa autorstwa Régisa Loisela i Jeana-Louisa Trippa, opublikowana w latach 2006–2014 przez wydawnictwa Casterman. Po polsku ukazała się w trzech albumach zbiorczych zawierających po trzy tomy oryginalnej serii: pierwszy album opublikował Egmont Polska w 2010, a dwa kolejne – wydawnictwo Ongrys w 2016 i 2017.

## Fabuła
Seria utrzymana jest w konwencji komediodramatu i opowiada historię mieszkańców małego miasteczka Notre-Dame-des-Lacs w Quebecu w latach 20. XX w. Główną bohaterką jest Marie Ducharme, czterdziestoletnia wdowa prowadząca tytułowy skład główny – sklep, w którym można zaopatrzyć się we wszystkie niezbędne produkty. Pogrążona w żałobie, Marie z trudem stawia czoło samotności. Jej smutek przerywa pojawienie się w miasteczku Serge'a – tajemniczego Francuza, który wykazuje się znajomością weterynarii i technik kulinarnych. Nowe wydarzenia w życiu Marie komentuje zza grobu jej zmarły mąż Felix.

## Tomy
| Tom | Tytuł i rok wydania polskiego | Tytuł i rok wydania oryginalnego | Uwagi                                                  |
| --- | ----------------------------- | -------------------------------- | ------------------------------------------------------ |
| 1   | Marie (2010)                  | Marie (2006)                     | Po polsku tomy ukazały się w jednym albumie zbiorczym. |
| 2   | Serge (2010)                  | Serge (2006)                     | Po polsku tomy ukazały się w jednym albumie zbiorczym. |
| 3   | Mężczyźni (2010)              | Les hommes (2007)                | Po polsku tomy ukazały się w jednym albumie zbiorczym. |
| 4   | Wyznania (2016)               | Confessions (2008)               | Po polsku tomy ukazały się w jednym albumie zbiorczym. |
| 5   | Montreal (2016)               | Montréal (2009)                  | Po polsku tomy ukazały się w jednym albumie zbiorczym. |
| 6   | Ernest Latullipe (2016)       | Ernest Latullipe (2010)          | Po polsku tomy ukazały się w jednym albumie zbiorczym. |
| 7   | Charleston (2017)             | Charleston (2011)                | Po polsku tomy ukazały się w jednym albumie zbiorczym. |
| 8   | Kobiety (2017)                | Les Femmes (2012)                | Po polsku tomy ukazały się w jednym albumie zbiorczym. |
| 9   | Notre-Dame-des-Lacs (2017)    | Notre-Dame-des-Lacs (2014)       | Po polsku tomy ukazały się w jednym albumie zbiorczym. |